# سيمون رامزي
سيمون رامزي (بالإنجليزية: Simon Ramsay)‏ هو سياسي أسترالي، ولد في 7 مارس 1955 في أستراليا. حزبياً، نشط في الحزب الليبرالي الأسترالي. في 2010 Victorian state election ‏، انتخب عضو المجلس التشريعي الفيكتوري عن دائرة Western Victoria Region ‏ (27 نوفمبر 2010 – 24 نوفمبر 2018).